# Aar-Doubs
L'Aar-Doubs est le nom donné par les géologues à la rivière Doubs pendant la période géologique où elle accueillait également dans son lit les eaux de l'Aar et du Rhin. L'Aar-Doubs est aussi nommé Doubs-Rhin par certains géologues.
En effet, le Rhin et l'Aar n'ont pas toujours emprunté le fossé rhénan en direction de la mer du Nord. À l'ère tertiaire, quand ce passage n'existait pas encore, entre le Pliocène et le Villafranchien, soit environ de -5 à -1 millions d'années, les rivières Aar et Rhin rejoignaient les eaux du Doubs.

## Naissance de l'Aar-Doubs
Au Miocène, l'ur-Aar se jette dans le Danube. Au Pliocène moyen, l'ur-Aar se jette dans le Rhône au travers du Doubs (Aar-Doubs). Ce n'est qu'à la fin du Pliocène, quand la barrière formée par le Kaiserstuhl saute, que l'Aar rejoint le Rhin, ce qui explique, entre autres, la présence d'alluvions alpines dans le Ried au Quaternaire.
Au Pliocène, le Jura interne s'est relevé sous l'influence d'une poussée tectonique ; il en a résulté une zone d'altitude inférieure entre les Vosges et le Jura, axe de drainage allant de Montbéliard à Dole. Cette dépression est sillonnée par une rivière à méandres qui va se jeter dans le lac bressan (aujourd'hui plaine de la Bresse).
Au fur et à mesure que le Jura continue de s'élever, la rivière s'encaisse sur place, érodant le plateau du Jura.

## Affluents
Cette rivière précurseur du Doubs accueille l'eau d'affluents des Vosges, mais surtout les eaux de l'Aar et du Rhin. Cette puissante rivière mélangeant les eaux d'une partie des Alpes et du Jura est appelée Aar-Doubs pour la distinguer du Doubs actuel qui ne draine plus qu'une partie du massif du Jura.

## Delta
L'Aar-Doubs se déversait au Pliocène par un vaste delta dans un lac devenu aujourd'hui la plaine bressane, le lac bressan. Les restes de ce delta constituent le sous-sol de la forêt de Chaux, sous la forme d'un glacis faiblement incliné nord-est/sud-ouest. Le sous-sol est principalement constitué d’un puissant ensemble de cailloutis, cimentés dans une pâte argileuse à fortes variations locales et très généralement surmontés de limons. Ces cailloutis n'affleurent que sur les pentes ou en fond de vallons. Le sous-sol présente une analogie avec celui du Sundgau, en amont sur le lit de l'Aar-Doubs, et également dû à cette rivière.

## Séparation de l'Aar et du Doubs
L'effondrement du fossé rhénan a permis à partir du Pléistocène moyen aux eaux collectées à l'est du Jura et de la Forêt-Noire de passer par la plaine du Rhin, privant définitivement le Doubs des eaux de l'Aar et du Rhin.